# Hieronymus Jennerich
Hieronymus Jennerich, także Jenderich (ur. 27 sierpnia 1644 w Szczecinie, zm. w lutym 1698 tamże) – niemiecki kompozytor i organista okresu baroku.
Syn seniora miejskiego szczecińskiego cechu krawieckiego, wykształcenie muzyczne zdobywał w Szczecinie u miejscowego kompozytora i organisty, Christiana Spahna. Po zakończeniu studiów muzycznych został organistą w Kościele Mariackim w Stargardzie, od 1668 do 1698 był organistą w kościele św. Mikołaja i w kościele św. Jana Ewangelisty w Szczecinie. W ostatnich latach życia nadzorował budowę nowych organów w kościele św. Jakuba w Szczecinie – korespondował w związku z tym z samym Dietrichem Buxtehude z Lubeki.
Jennerich był autorem licznych kompozycji okolicznościowych, w tym m.in. arii weselnych i pogrzebowych. Jest uważany za jednego z przedstawicieli tzw. Szczecińskiej szkoły kantatowej. Jego Oda żałobna, wydana w 1685, znajduje się w zbiorach Książnicy Pomorskiej w Szczecinie.